# Heterocordylus tumidicornis
Heterocordylus tumidicornis is een wants uit de familie van de blindwantsen (Miridae). De soort werd het eerst wetenschappelijk beschreven door Gottlieb August Wilhelm Herrich-Schäffer in 1835.

## Uiterlijk
De zwarte, ovale, langwerpige wants heeft altijd volledige vleugels en kan 4 tot 5 mm lang worden. De pootjes zijn zwart met uitzondering van een bruin gedeelte bij het uiteinde van de dijen. Het lichaam is ook zwart en is bedekt met schubvormige grijze haartjes. De antennes zijn ook voor het grootste gedeelte zwart behalve het midden van het derde segment en de top van het vierde segment, die zijn bruin gekleurd. Het tweede antennesegment is bovendien aanzienlijk verdikt. De Nederlandse soorten uit het geslacht Heterocordylus lijken erg op elkaar. Zo lijkt Heterocordylus tumidicornis op de Heterocordylus genistae; deze heeft echter een tweede antennesegment dat vooral bij de vrouwtjes geleidelijk verdikt is naar het einde toe en niet zo erg als bij Heterocordylus tumidicornis. Hij kan ook verward worden met Heterocordylus leptocerus; deze heeft echter een tweede antennesegment dat cilindrisch van vorm is. Tot slot lijkt hij ook op Heterocordylus tibialis; die heeft echter een doorzichtig deel van de vleugels dat grijs is en niet zwart en de zwarte pootjes hebben bruine schenen, dus niet alleen een bruin gedeelte bij het uiteinde van de dijen. Bovendien leven alle andere Nederlandse Heterocordylus-soorten op brem en niet op sleedoorn.

## Leefwijze
De wants overleeft de winter als eitje en de volwassen dieren worden van juni tot juli gevonden langs bosranden en houtwallen op sleedoorn (Prunus spinosa) Ze zuigen daar sap uit de bessen en knoppen van de plant en jagen op bladluizen (Aphidoidea) en spinselmotten (Yponomeuta). Er is een enkele generatie in het jaar.

## Leefgebied
Het verspreidingsgebied van de wants is Palearctisch, van Europa tot het Midden-Oosten en de Kaukasus in Azië. In Nederland komt de wants alleen in Zuid-Limburg voor en is hij zeer zeldzaam.